# HNK Rijeka Riserve
Lo Hrvatski Nogometni Klub Rijeka 2. momčad (2ª squadra del HNK Rijeka), conosciuto semplicemente come Rijeka II, era la squadra che aveva sostituito, a partire dal 2014, la formazione under 19 della società fiumana. Nel 2016 è stata sciolta dato che la società ha preferito puntare sulla scuola calcio.
Al pari delle seconde squadre della Dinamo Zagabria e Hajduk era stata inserita in Terza Divisione e non poteva partecipare alla Coppa Nazionale ne' essere promossa nella stessa categoria della "Prima Squadra". Era composta da giocatori fra i 18 e i 21 anni, nelle partite ufficiali potevano giocare solo 5 "fuori quota".

## Allenatori
- 2014-2015  Ivica Kulesevic
- 2015-2016  Ranko Buketa

## Rosa 2015-16
Aggiornata al 29 luglio 2015.
| N. |                    | Ruolo | Calciatore             |
| -- | ------------------ | ----- | ---------------------- |
| 2  | Croazia (bandiera) | D     | Fausto Budicin         |
| 3  | Croazia (bandiera) | D     | Luka Cvetković         |
| 4  | Nigeria (bandiera) | C     | Gerald Chibueze Diyoke |
| 6  | Croazia (bandiera) | A     | Mate Bajić             |
| 8  | Croazia (bandiera) | A     | Duje Mrdeša            |
| 11 | Croazia (bandiera) | C     | Roko Nakić             |
| 12 | Croazia (bandiera) | P     | Borna Magaš            |
| 13 | Croazia (bandiera) | A     | Matko Budan            |
| 14 | Croazia (bandiera) | C     | Mateo Furijan          |
| 15 | Nigeria (bandiera) | D     | Yusuf Musa             |
| 16 | Croazia (bandiera) | D     | Ivan Lucić             |

| N. |                    | Ruolo | Calciatore           |
| -- | ------------------ | ----- | -------------------- |
| 17 | Croazia (bandiera) | C     | Mihael Rebernik      |
| 20 | Croazia (bandiera) | A     | Miroslav Iličić      |
|    | Nigeria (bandiera) | P     | Ayotunde Ikuepamitan |
|    | Croazia (bandiera) | D     | Luka Čanković        |
|    | Nigeria (bandiera) | D     | Muhammed Kabiru      |
|    | Croazia (bandiera) | D     | Antonio Petrović     |
|    | Croazia (bandiera) | D     | Dino Šarković        |
|    | Croazia (bandiera) | C     | Filip Frančišković   |
|    | Croazia (bandiera) | C     | Marko Šarić          |
|    | Croazia (bandiera) | C     | Edin Fatić           |
|    | Croazia (bandiera) | A     | Dario Vizinger       |